# Последние каникулы
«Последние каникулы» — советский художественный фильм режиссёра Валерия Кремнёва, снятый по сценарию Александра Корина творческим объединением «Юность» киностудии «Мосфильм» в 1969 году.

## Сюжет
В последние каникулы своего школьного детства девятиклассник Борис решает поработать в рыбном порту. Данила, младший брат Бориса, известный в их небольшом городе юный художник — местная знаменитость. Борису приходится мириться с тем, что все окружающие воспринимают его не отдельной личностью, а братом вундеркинда.
Время, проведённое Борисом вдали от дома, позволило ему по-новому взглянуть на взаимоотношения с родителями, девочкой-одноклассницей и своим знаменитым братом. Как оказалось, для того, чтобы быть просто хорошим человеком, тоже нужен талант, порой не меньший, чем талант художника.
Фильм снимался в Крыму, в частности, Ялте и в окрестностях Судака на мысе Алчак.

## В ролях
| Актёр              | Роль                           |
| ------------------ | ------------------------------ |
| Александр Вдовин   | Борис Давыдов                  |
| Андрей Удовик      | Данилка Давыдов                |
| Ира Борисова       | Нина Масленникова              |
| Mайя Булгакова     | мать Бориса и Данилы           |
| Лев Круглый        | отец Бориса и Данилы, Иван     |
| Борис Кудрявцев    | Иван Петрович Григорьев        |
| Аркадий Листаров   | Лёшка Максимов                 |
| Юрий Hазаров       | Антон, напарник Бориса в порту |
| Георгий Штиль      | дачник                         |
| Наталья Зорина     | искусствовед                   |
| Александр Скрыпник | Алик Казанцев                  |
| Hаталья Maркина    | Лена                           |
| Валентина Хмарa    | Анна Степановна                |
| Аркадий Листаров   | Лёшка Максимов                 |

### В эпизодах
- Валерий Васильев
- А. Сапожников
- Вадим Грачёв
- Л. Сидорская
- Екатерина Мазурова — Евдокия Анисимовна
- Ирина Титова — Верочка, почтовый работник
- Виктор Mаркин
- С. Тарасов
- Ирина Мурзаева — частница на причале
- Светлана Харитонова — мать Гарика
- Николай Парфёнов — контролёр в электричке
- И. Чернышёв

## Съёмочная группа
- Сценарий Александра Корина
- Режиссёр-постановщик — Валерий Кремнёв
- Оператор-постановщик — Игорь Черных
- Художник-постановщик — Александр Кузнецов
- Композитор — Павел Аедоницкий
- Текст песни Игоря Шаферана
- Звукооператор — В. Беляров
- Дирижёр — В. Терлецкий
- Режиссёр — Е. Ильинов
- Оператор — В. Сазонов
- Костюмы Э. Приеде
- Грим А. Масловой
- Монтаж Н. Майоровой
- Редактор — Л. Голубкина
- Комбинированные съёмки:

оператор — В. Якубович
художник — Н. Звонарёв
- Директор картины: Валерий Гандрабура

Песню «Ты погоди» исполняют Зоя Харабадзе и Олег Анофриев.

## Технические данные
- Широкий экран
- Чёрно-белый
- 2437 метров
- 89 минут